# Ифрит
Ифритът (на арабски: عفريت) е разновидност на джина от арабската митология. Той е роден от огъня и може да влияе върху човешкия живот както по добър, така и по лош начин. Ифритът принадлежи към подземния свят и е демон с рога, нокти на лъв и магарешки копита.

## Описание
Ифритите се описват по различни начини, но най-често като млади красиви мъже, подобно на джиновете. В арабската митология се смята, че ифритите са духове на отмъщението, които издирват престъпници, особено убийци, и ги наказват жестоко. Вярва се, че те са духовете на убити хора, които не са били допуснати в отвъдния свят, за да отмъстят за убийството. Убитите се появяват на лобното място като духове отмъстители.

## В Корана
В Корана ифритите се споменават в Сура 27 (Ан-Намл):
| „ | Един, който имаше знание от Писанието, рече: „Аз ще ти го донеса, преди да мигнеш с око.“ И когато [Сулайман] видя трона при себе си, рече: „Това е от благодатта на моя Господ, за да ме изпита дали съм признателен, или неблагодарен. Който е признателен, той е признателен за себе си. А който е неблагодарен, моят Господ е над всяка нужда, прещедър.“ (27:40) | “ |